# Lars Salik H. Kielsen
Lars Salik Henningsen Kielsen (* 11. Dezember 1997) ist ein grönländischer Politiker (Inuit Ataqatigiit).

## Leben
Lars Salik Henningsen Kielsen kandidierte erstmals mit 20 Jahren bei der Parlamentswahl in Grönland 2018 und erhielt 42 Stimmen und damit nur den sechzehnten Nachrückerplatz seiner Partei. Bei der Wahl 2021 erhielt er nur 29 Stimmen und damit wieder den sechzehnten Nachrückerplatz. Von diesem aus konnte er jedoch ab September 2024 für zwei Monate als mit 26 Jahren jüngster Abgeordneter der Legislaturperiode ins Inatsisartut einziehen. Bei der Kommunalwahl 2021 hatte er mit 51 Stimmen den dritten Nachrückerplatz seiner Partei in der Kommune Kujalleq erreicht. Bei der Parlamentswahl 2025 erhielt er nur noch 23 Stimmen. Bei der Kommunalwahl 2025 erhielt er nur 34 Stimmen und somit nur den fünften Nachrückerplatz.